# Personenweegschaal

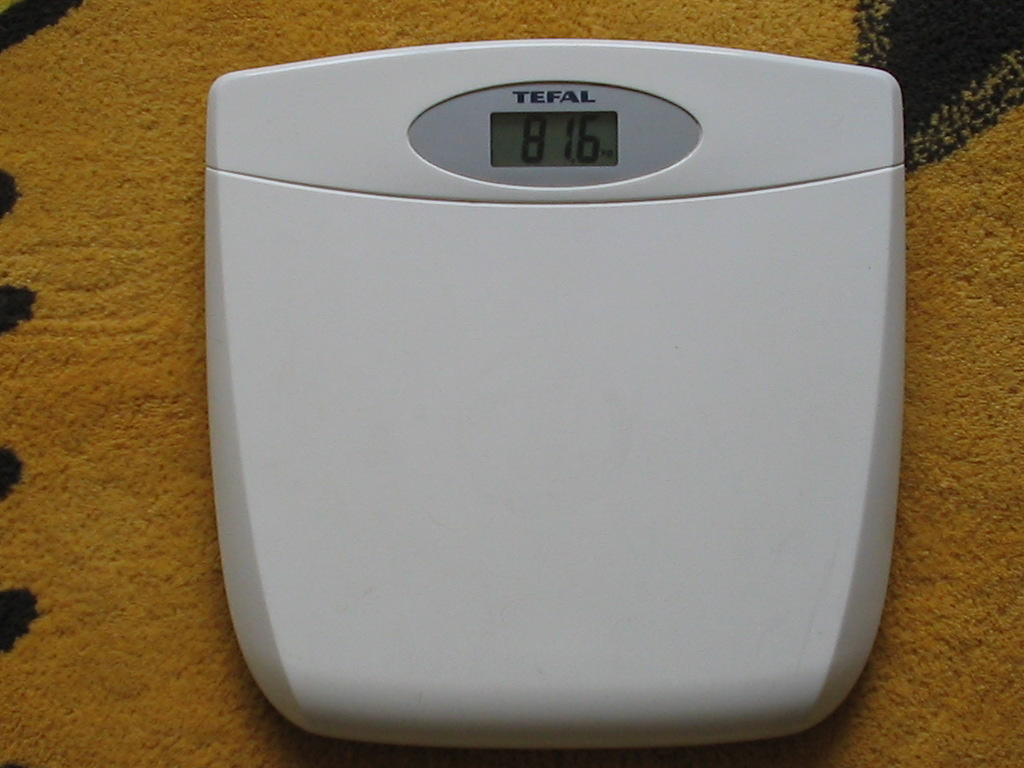
Personenweegschaal

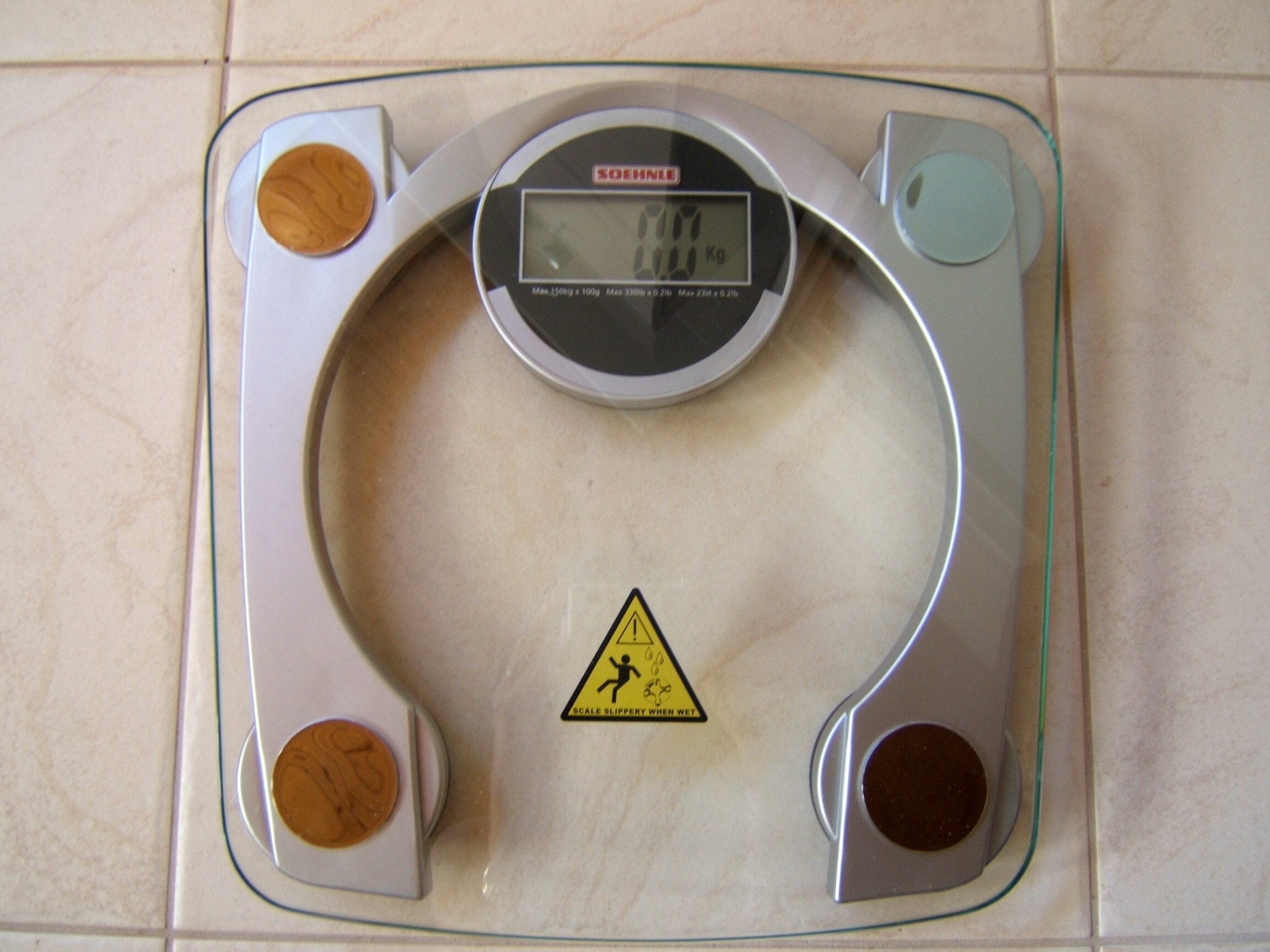
Glazen personenweegschaal

Een personenweegschaal is een meetinstrument waarmee het gewicht van een persoon kan worden bepaald. De meeste weegschalen hebben een bereik van 0 tot 150 kg.
De eerste personenweegschalen werkten met behulp van een veer. Aan de hand van de kracht op de veer werd bepaald wat het gewicht was. Tegenwoordig zijn er ook digitale weegschalen te verkrijgen, die ook het vetpercentage en de watermassa van het lichaam meten.
Steeds vaker worden weegschalen onderscheiden in die voor persoonlijk en die voor medisch gebruik. Ook op sportscholen worden vaak weegschalen gebruikt die meteen het vetpercentage berekenen, bijvoorbeeld om te zien of gewichtstoename het gevolg is van meer spiermassa of meer vetmassa.

## Medisch gebruik
Ziekenhuizen en zorginstellingen werken hierdoor met geijkte weegschalen gecertificeerd voor de medische klasse 3. Deze weegschalen zijn te herkennen aan een tweetal markeringen, namelijk een groen vierkantje met de letter M, en daarnaast een ovaal rondje met drie verticale streepjes. Deze markeringen zijn te vinden op de fabricagesticker van de fabrikant. Weegschalen van het type klasse 3 moeten jaarlijks door een erkende leverancier gekalibreerd en/of geijkt worden. Na het kalibreren en ijken wordt de weegschaal voorzien van een verzegeling die niet verbroken mag worden. Veel goedkope medische weegschalen zijn op langere termijn lastig te kalibreren of te ijken door de kwaliteit van de loadcellen die zich erin bevinden. Veel goedkope weegschalen uit de medische klasse 3 zijn voorzien van loadcellen van oosterse kwaliteit die niet beveiligd zijn tegen overbelasting. Praktisch iedere weegschaal is voorzien van vier loadcellen. Loadcellen zijn veelal aluminium blokjes die vastzitten aan de weegschaal en de pootjes van de weegschaal. Op het moment dat de persoon op de weegschaal gaat staan, buigen deze vier blokjes en meten zij het buigmoment. Het buigmoment wordt vervolgens vertaald in een gewichtsaanduiding. Het schermpje geeft nu het gewicht aan. Hoe meer cijfers achter de komma, hoe secuurder de weegschaal is.
Naast de hier getoonde personenweegschaal zijn er ook, onder invloed van de digitale techniek, glazen weegschalen op de markt gekomen.
Uit onderzoek is gebleken dat de gemiddelde Nederlander minimaal tweemaal per week op de weegschaal staat.